# Ryszard Rybski
Ryszard Rybski (ur. 12 czerwca 1939) – polski bokser, mistrz Polski.

## Życiorys
Był mistrzem Polski kategorii lekkopółśredniej (do 63,5 kg) w 1966 oraz wicemistrzem w tej wadze w 1963 i 1968. Był również mistrzem Polski juniorów w wadze koguciej (do 54 kg) w 1957.
Zwyciężył w wadze lekkopółśredniej w Mistrzostwach Armii Zaprzyjaźnionych w 1963 w Łodzi, a w 1966 w Budapeszcie zajął 3. miejsce.
W latach 1964–1967 siedmiokrotnie wystąpił w reprezentacji Polski, odnosząc trzy zwycięstwa i ponosząc cztery porażki.
Toczył wyrównane walki z mistrzami olimpijskimi Jerzym Kulejem, Józefem Grudniem i Janem Szczepańskim.
Występował w Olimpii Elbląg, a od 1959 w Zawiszy Bydgoszcz. W latach 1973–1992 był trenerem-koordynatorem bokserskim w Zawiszy.